# Vito Volterra
Vito Volterra (Ancona, 3 de mayo de 1860 - Roma, 11 de octubre de 1940) fue un matemático y físico italiano. Su investigación se extiende desde el análisis funcional a las ecuaciones integrales y diferenciales, desde la teoría de la elasticidad a la biología matemática. Se graduó "magna cum laude" en física en 1882 en la Scuola Normale Superiore di Pisa.

## Carrera
Volterra fue profesor de mecánica en Pisa y luego en Turín. En 1900 fue llamado a Roma como profesor de física matemática. Volterra es uno de los fundadores de la Sociedad Italiana de Física (1897) y de la Oficina de Inventos e Investigaciones de Roma (1917). Fue presidente de la Sociedad de los XL (1919-20), la Accademia Nazionale dei Lincei (1923-26), el Consiglio Nazionale delle Ricerche (CNR) (1923-26), presidió desde 1921 hasta su muerte el Comité Internacional de Pesas y Medidas.
Fue senador del reino desde 1905. Aunque tenía más de 55 años de edad, se unió a las fuerzas aéreas italianas durante la Primera Guerra Mundial y ayudó a desarrollar los dirigibles como armas de guerra. Fue el primero en proponer el uso de helio en lugar de hidrógeno en estas aeronaves, y ayudó a organizar la fabricación de helio en Italia.
Antifascista convencido, al negarse en 1931 a realizar el juramento de lealtad al régimen de Mussolini, fue suspendido de la universidad y más adelante también de las instituciones científicas nacionales.

## Obras
Entre sus obras y publicaciones más importantes se encuentran
- Principi di calcolo integrale (1883)
- Vibrazioni dei corpi elastici (1893)
- Variazioni e fluttuazione del numero d'individui in specie animali conviventi (1927)
- Teoria dei funzionali: ecuazioni integrali ed integro-diferenziali (1930)

## Eponimia
- El cráter lunar Volterra lleva este nombre en su memoria.[6]
- El asteroide (14072) Volterra también conmemora su nombre.[7]